# San Fernando (Trinidad)
San Fernando is een stad in Trinidad en Tobago.
San Fernando telt 48.784 inwoners op een oppervlakte van 19 km².

## Geboren
- Noor Hassanali (1918-2006), president van Trinidad en Tobago (1987-1997)
- George Maxwell Richards (1931-2018), president van Trinidad en Tobago (2003-2013)
- Hasely Crawford (1950), atleet
- Akil Campbell (1996), baanwielrenner